# Meadowlands (Obitelj Soprano)
"Meadowlands" je četvrta epizoda HBO-ove televizijske serije Obitelj Soprano. Napisao ju je Jason Cahill, režirao John Patterson, a originalno je emitirana 31. siječnja 1999.

## Radnja
Tony Soprano pati od sve intenzivnije paranoje zbog svojih posjeta psihijatru, posebno nakon bliskog susreta sa Silviom Danteom, koji je posjećivao zubarsku ordinaciju preko puta ureda dr. Melfi. Međutim, Tony se ne žuri napustiti terapiju: uz to i razvija osjećaje prema doktorici, davši čak svojem potplaćenom detektivu Vinu Makazianu da je prati i fotografira. Makazian pretpostavi kako je Melfi Tonyjeva ljubavnica; nakon što ugleda Melfi s dečkom, zaustavi par pod lažnom izlikom prestupanja dvostruke žute linije, a nakon što dečko prizna kako je za večerom pio vino, Makazian ga izvodi iz auta kako bi obavio alkotest i zatim brutalno pretuče bespomoćnog muškarca i privede ga, rekavši zbunjenoj Melfi, "Kod kuće imate prvoklasni odrezak, a vi idete po hamburger?" Tony razmišlja o napuštanju terapije, ali Carmela inzistira da nastavi, iako je ona još pod dojmom da je Tonyjev terapeut muškarac. Zapravo, Carmela upozori Tonyja da će im brak doći u pitanje ako on odustane od terapije.
A.J. ostaje zbunjen nakon što fizički veći kolega iz razreda, Jeremy Piocosta, odustane od tučnjave s njim. Uz Meadowinu pomoć A.J. shvaća kako je Jeremy bio uplašen reputacijom njegova oca. Tony je igrom slučaja dan prije susreo Jeremyjeva oca u biljnoj apoteci gdje je Tony tražio pesticide za svoj vrtni kukuruz. Tonyjeva susretljivost uz istodobno držanje sjekire zbunila je Jeremyjeva oca i vjerojatno nagnala Jeremyja da odustane od tučnjave. A.J. zatim od Meadow saznaje čime se točno njihov otac bavi. 
U međuvremenu, Christopher je još uplašen nakon svoje lažne likvidacije koja ga je ostavila s vratnim ovratnikom, a dodatno se uzruja nakon što on i Adriana otkriju Brendana Filonea kako leži mrtav u svojoj kadi, ustrijeljen u oko. Uvjeren kako mu se Tony osvećuje zbog toga što je prodao drogu Meadow, strahovi mu se malo umire nakon što je ispita i sazna da nije otkrila njihovu tajnu. No, saznavši kako je za sve odgovoran Junior, te prikupivši novac za zaštitu koji pripada Tonyjevoj ekipi, odlučan je u namjeri da se osveti. Iznijevši vijesti o Brendanovoj smrti, Christopher sugerira kako će ubiti Mikeyja Palmicea. Tony ne dozvoljava Chrisu da provede svoj plan jer je Mikey član mafije. Umjesto toga, Tony odlazi do zalogajnice, pretuče Mikeyja i zaklama mu odijelo klamericom. Zatim se sukobi s Juniorom zbog njegovih ekstremnih poteza protiv Brendana i Chrisa.
Iako Tony kažnjava svoga strica, kod njega se javlja opasnost rata s Juniorom, posebno nakon što naprasna smrt njegova prijatelja i izvršnog šefa obitelji DiMeo, Jackieja Aprilea, Sr., stvara nesigurnost oko pitanja tko će biti njegov nasljednik. Iako Tony ima potporu drugih kapetana i što je bijesan zbog neodobrenih i ekstremnih kazni prema Christopheru, sa svojim stricem traži diplomatsko rješenje. Nakon što dr. Melfi na terapiji spomene davanje starijima "iluziju kontrole", Tony predaje stricu vodstvo obitelji, uz nekoliko prednosti: za svoju preporuku može izbjeći rat i zadržati profitabilne posjede i ugovore kao plaću od Juniora. Junior, kao šef, bio bi podložan svakoj istrazi vlasti. Zadovoljan svojom odlukom, Tony odlučuje ostati na terapiji.

## Glavni glumci
- James Gandolfini kao Tony Soprano
- Lorraine Bracco kao Dr. Jennifer Melfi
- Edie Falco kao Carmela Soprano
- Michael Imperioli kao Christopher Moltisanti
- Dominic Chianese kao Corrado Soprano, Jr.
- Vincent Pastore kao Big Pussy Bonpensiero
- Steven Van Zandt kao Silvio Dante
- Tony Sirico kao Paulie Gualtieri
- Robert Iler kao Anthony Soprano, Jr.
- Jamie-Lynn Sigler kao Meadow Soprano
- and Nancy Marchand kao Livia Soprano

### Gostujući glumci
- John Heard kao Vin Makazian
- Jerry Adler kao Hesh Rabkin
- Michael Rispoli kao Jackie Aprile, Sr.
- Mark Blum kao Randall Curtin

#### Ostali gostujući glumci
| - Al Sapienza kao Mikey Palmice - Anthony DeSando kao Brendan Filone - Drea de Matteo kao Adriana - Tony Darrow kao Larry Boy Barese - George Loros kao Raymond Curto - Joe Badalucco, Jr. kao Jimmy Altieri - Sharon Angela kao Rosalie Aprile - John Arocho kao dječak #2 - Oksana Lada kao Irina Peltsin - Michael Buscemi kao Lewis Pantowski - T.J. Coluca kao Jeremy Piocosta | - Michelle de Cesare kao Hunter Scangarelo - Guillermo Diaz kao trgovac - Daniel Hilt kao dječak #3 - Ray Michael Karl kao učitelj - Theresa Lynn kao striptizeta - Shawn McLean kao Yo Yo Mendez - Annika Pergament kao voditeljica vijesti - Sal Petraccione kao George Piocosta - James Spector kao dječak #1 - Corrine Stella kao žena - Anthony Tavaglione kao Lance |

## Prva pojavljivanja
- Vin Makazian: korumpirani detektiv iz policijske uprave okruga Essex koji prima mito od Tonyja.
- Larry Boy Barese, Jimmy Altieri, Ray Curto: kapetani u obitelji DiMeo/Soprano.

## Umrli
- Jackie Aprile, Sr.: preminuo nakon raka želuca.

## Naslovna referenca
- Meadowlands je regija New Jerseyja poznata kao odlagalište žrtava mafije New Yorka i New Jerseyja.
- Naslov može biti i referenca na Tonyjevu kćer, Meadow.

## Nagrade
Jason Cahill je osvojio nagradu Ceha američkih scenarista za svoj rad na ovoj epizodi.

## Reference na druge medije
- Big Pussy opisuje likvidaciju Brendana Filonea riječima "Moe Greene special", što je referenca na Moea Greenea, lika iz Kuma koji je također ubijen metkom u oko.
- Christopher citira rečenice Ala Pacina iz završnice gangsterskog filma Lice s ožiljkom iz 1983.

## Glazba
- Pjesma koja svira tijekom odjavne špice je "Look on Down From the Bridge" Mazzy Stara.

## Vanjske poveznice
- Meadowlands u internetskoj bazi filmova IMDb-a
- Serijalin retrovizor: The Sopranos 1x04 - Meadowlands Marko Đurđević, Serijala.com, 6. kolovoza 2015.
- (engl.) The Sopranos: "Meadowlands"/"College" Todd VanDerWerff, A.V. Club.com, 16. lipnja 2010.
- (engl.) [neaktivna poveznica] Alan Sepinwall, HitFix.com, 24. lipnja 2015.